# إستيبان رولون
إستيبان ليوناردو رولون (بالإسبانية: Esteban Leonardo Rolón)‏ هو لاعب كرة قدم أرجنتيني يلعب في مركز الوسط ولد في يوم 27 مارس 1995 في مدينة بوساداس، ميسيونيس في الأرجنتين، يلعب حالياً مع نادي ملقا وسبق له اللعب مع نادي جنوا وأرجنتينوس جونيورز.

## روابط خارجية
- إستيبان رولون على موقع إي إس بي إن إف سي (الإنجليزية)
- إستيبان رولون على موقع قاعدة بيانات كرة القدم.إي يو (الإنجليزية)
- إستيبان رولون على موقع Soccerway.com (الإنجليزية)
- إستيبان رولون على موقع عالم كرة القدم.نت (الإنجليزية)